# غو شين
غو شين (بالصينية: 顾欣) هو مغني صيني، ولد في 1956 في الصين.